# جون فريدريك مولر
جون فريدريك مولر (بالدنماركية: J.F. Møller)‏ هو مصور ورسام دنماركي، ولد في 20 أغسطس 1797 في هيليسينكور في الدنمارك، وتوفي في 14 أكتوبر 1871 في كوبنهاغن في الدنمارك.